# Bandiera valenciana
La bandiera valenciana, quindi della città di Valencia e della Comunità Valenciana, è una senyera aragonese con una fascia verticale blu sul lato del pennone. A causa della presenza della fascia verticale, adornata di elementi di corona nelle versioni ufficiali delle istituzioni, viene anche chiamata Senyera coronada.